# Micubiši Ki-57
Micubiši Ki-57 byl japonský dvoumotorový transportní dolnoplošník z období druhé světové války. Spojencům byl znám pod kódovým jménem „Topsy“.

## Vývoj

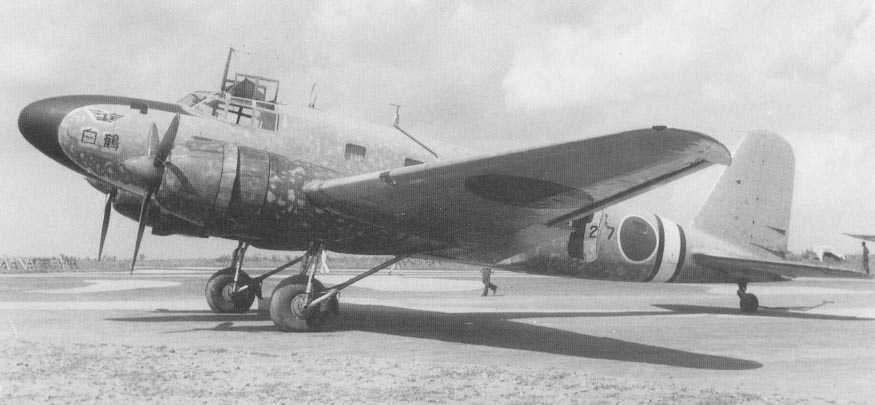
Mitsubishi MC-20-II od Dai Nippon Koku K. K.

Vývoj letounu byl zahájen společností Mitsubishi v roce 1939 na žádost japonské letecké společnosti Nippon Koku K. K. Požadavek přepravce zněl na stroj pro 11 cestujících a 300 kg pošty s doletem 2000 km při cestovní rychlosti 300 km/h. Pro urychlení realizace bylo rozhodnuto použít stavebních prvků ze sériové výroby bombardérů Micubiši Ki-21 . Použito bylo křídlo, ocasní plochy, podvozek a kabinová část trupu.
První ze čtyř prototypů nového letounu, označeného MC-20-I, byl dokončen v červenci 1940. Trup byl oválného průřezu, v jehož kabině byly dvě řady sedadel podél stěn s uličkou uprostřed. Vstup byl na levém boku za křídlem. Pohon zajišťovala dvojice hvězdicových čtrnácti válcových Nakadžima Ha-5 KAI o vzletovém výkonu po 816 kW.
Sériová výroba dosáhla produkce 101 kusů civilních MC-20-I, z nichž část bylo určeno pro vojenské letectvo jako Ki-57-I. Japonské císařské armádní letectvo letounu udělilo označení vojenský dopravní letoun vzor 100. Menší počet odebralo i japonské císařské námořní letectvo jako L4M1.
Od května 1942 běžela výroba zdokonalené varianty MC-20-II, neboli Ki-57-II, s pohonnými jednotkami Mitsubishi Ha-102 o 902 kW. Další úpravy byly provedeny na navigačním a spojovacím zařízení. Nový model byl vyroben v počtu 406 exemplářů, celkově tak bylo zkompletováno od července 1940 do ledna 1945 507 letounů.

## Nasazení

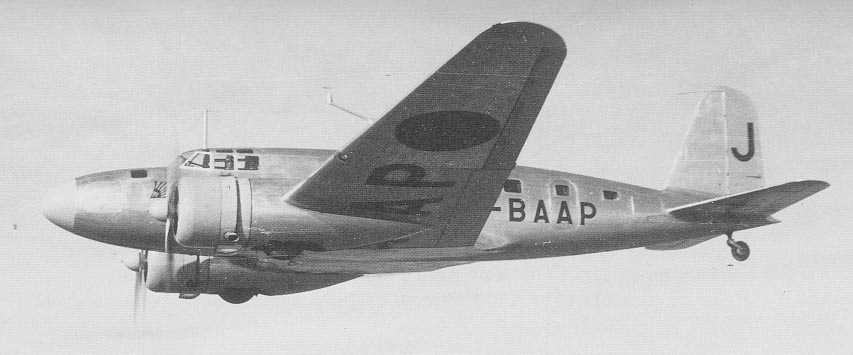
Mitsubishi MC-20-I (J-BAAP)

Armádní letectvo používalo Ki-57 k přepravě osob a nákladů i k výcviku a vysazování parašutistů. Ve větším počtu je nasadilo při paradesantní akci u rafinérií Palembang v únoru 1942.
Letecká společnost Dai Nippon Koku K. K. (nový název od srpna 1939) provozovala dopravu stroji MC-20 po celou dobu války, většinou v pověření armádního letectva. Její stroje měly obvykle vojenskou kamufláž a výsostné znaky hinomaru, pouze na přídi nesly název společnosti.
Po kapitulaci Japonska směl přepravce Dai Nippon Koku K. K. se svými MC-20-II a některými přidělenými Ki-57-II provozovat omezenou dopravní činnost pro potřeby americké okupační správy pod jejím dohledem. Létaly v kurýrní službě v souvislosti s demobilizací jednotek japonské armády. Celá tato činnost byla definitivně ukončena 10. října 1945.

## Specifikace (Ki-57-II)

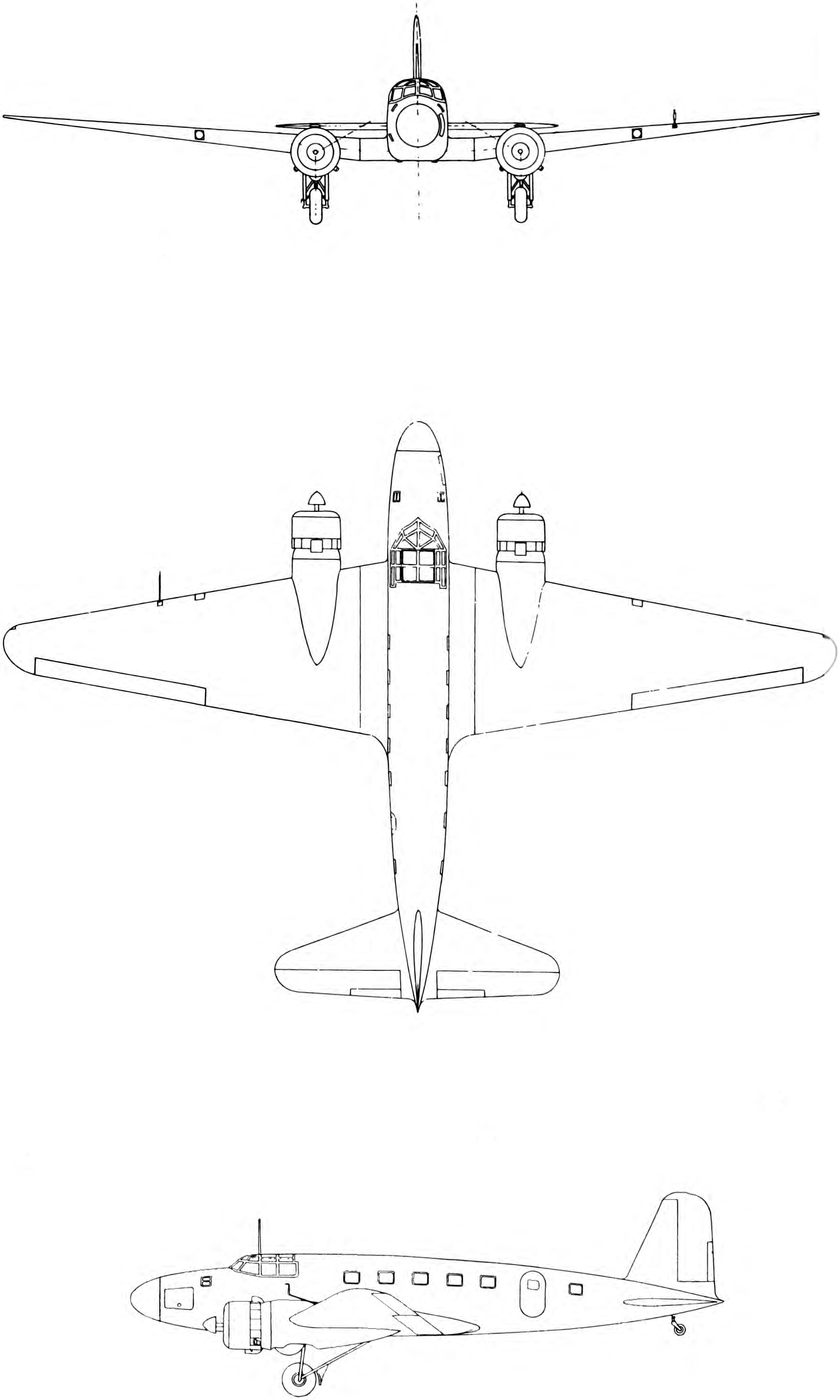
Třípohledový nákres

Údaje podle

### Technické údaje
- Osádka:
- Kapacita:
- Rozpětí: 22,60 m
- Délka: 16,10 m
- Výška: 4,86 m
- Nosná plocha: 70,08 m²
- Hmotnost prázdného letounu: 5585 kg
- Vzletová hmotnost: 9120 kg
- Pohonná jednotka:

### Výkony
- Maximální rychlost: 470 km/h (v hladině 5800 m)
- Cestovní rychlost: 332 km/h
- Výstup na 5000 m: 15,7 min
- Dostup: 8000 m
- Maximální dolet: 3000 km